# Alice (chanson d'Avril Lavigne)
Pour les articles homonymes, voir Alice.
Singles de Avril Lavigne
The Best Damn Thing
(2008) What the Hell
(2011)
Alice est une chanson écrite et interprétée par la chanteuse canadienne Avril Lavigne pour le générique de fin du film Alice au pays des merveilles de Tim Burton. Le titre est présent sur l'album Almost Alice et une version longue a été publiée en tant que piste cachée sur le 4e album studio de Lavigne, Goodbye Lullaby.
La chanson est une ballade mid-tempo chantée à la façon du personnage principal du film, Alice. Lavigne a écrit la chanson après avoir demandé à Disney et au réalisateur Tim Burton si elle pouvait écrire un titre pour la bande son du film. La chanson a été produite par Butch Walker et mixée par Deryck Whibley.
Le clip vidéo a été tourné le 26 et 27 janvier 2010 et réalisé par Dave Meyers, le tournage a eu lieu en partie à County Arboretum à Los Angeles.

## Liste des titres
| 1. | Alice | Avril Lavigne | Butch Walker | 3:34 |

| 1. | Alice                                | Avril Lavigne                 | Butch Walker    | 3:34 |
| 2. | Welcome to Mystery (Plain White T's) | Chris Tompkins, Tom Higgenson | Ian Kirkpairick | 4:27 |

| 14. | Alice (version longue / piste cachée) | Avril Lavigne | Butch Walker | 5:00 |

## Charts
| Pays         | Chart                    | Meilleure position | Total semaine | Réf    |
| ------------ | ------------------------ | ------------------ | ------------- | ------ |
| Australie    | ARIA Charts              | 39                 | 1             | [ 4 ]  |
| Autriche     | Ö3 Austria Top 40        | 19                 | 8             | [ 5 ]  |
| Belgique     | Ultratop Flandre         | 19                 | 3             | [ 6 ]  |
| Canada       | Canadian Hot 100         | 51                 | 10            | [ 7 ]  |
| Corée du Sud | Gaon Chart               | 6                  | 12            | [ 8 ]  |
| Europe       | European Hot 100 Singles | 54                 | 2             | [ 7 ]  |
| Espagne      | PROMUSICAE               | 43                 | 2             | [ 9 ]  |
| États-Unis   | Billboard Hot 100        | 71                 | 3             | [ 7 ]  |
| États-Unis   | Hot Digital Songs        | 39                 | 3             | [ 7 ]  |
| Japon        | Japan Hot 100            | 4                  | 11            | [ 7 ]  |
| Pays-Bas     | MegaCharts               | 99                 | 1             | [ 10 ] |
| Royaume-Uni  | UK Singles Chart         | 59                 | 3             | [ 11 ] |
| Suisse       | Swiss Music Charts       | 73                 | 1             | [ 12 ] |

## Awards
| Année | Cérémonie de remise                               | Catégorie                                     | Résultat           |
| ----- | ------------------------------------------------- | --------------------------------------------- | ------------------ |
| 2010  | TRL Awards                                        | Meilleure vidéo                               | Nomination         |
| 2010  | MuchMusic Video Awards                            | International Video of the Year by a Canadian | Nomination         |
| 2010  | MuchMusic Video Awards                            | Ur Fave Video (Peoples choice)                | Nomination         |
| 2010  | Nickelodeon Kid's Choice Awards Mexico            | Favorite Song                                 | Nomination         |
| 2010  | Satellite Awards                                  | Meilleure chanson originale                   | Nomination         |
| 2010  | Chart Attack's 16th Annual Year-End Readers' Poll | Meilleure chanson                             | Lauréat            |
| 2011  | MTV Video Music Awards Japan                      | Best Karaokee! Song                           | En attente         |
| 2011  | MTV Video Music Awards Japan                      | Best Video from a Film                        | En attente[Quoi ?] |